# كولاك (أستراليا)
كولاك هي مدينة، تتبع ولاية فيكتوريا، بلغ عدد سكانها 8,696  نسمة في 2011، رمزها البريدي هو 3250.

## أعلام
- كيث دويغ
- ويليام روبرتسون
- هارون فينش
- وين مكارني
- أليسون هاركورت
- سوزان دوغن
- لوك هودج